# Bombardement de San Juan de Porto-Rico
Batailles
Théatre atlantique :

Cuba :
- Cardenas (1re)
- Cardenas (2e) (en)
- Cardenas (3e)
- Cienfuegos (1re)
- USS Merrimac
- Baie de Guantanamo (en)
- Fort Toro
- Cienfuegos (2e) (en)
- Las Guasimas
- Manzanillo (1re) (en)
- Tayacoba (en)
- Aguadores (en)
- El Caney
- San Juan
- Manzanillo (2e) (en)
- Aguacate
- Santiago de Cuba (1re)
- Santiago de Cuba (2e)
- Manzanillo (3e) (en)
- Baie de Nipe (en)
- Manimani (en)
- Manzanillo (4e) (en)

Porto Rico :
- Campagne de Porto Rico (en)
- San Juan de Porto-Rico

Théatre pacifique :

Philippines :
- Baie de Manille
- Santa Cruz (en)
- Baler
- Manille (en)

Guam :
- Capture de Guam (en)

Le bombardement de San Juan de Porto-Rico, ou la première bataille de San Juan, est un engagement entre des navires de guerre de la marine américaine et les fortifications espagnoles de San Juan à Porto Rico livré le 12 mai 1898. C'est la première action majeure de la campagne portoricaine pendant la guerre hispano-américaine.

## Description

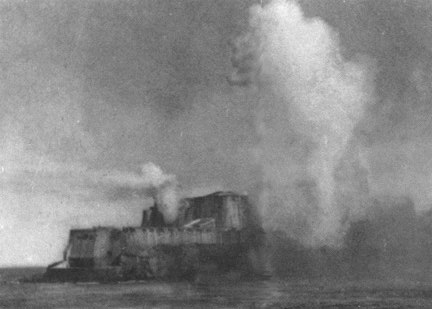
Bombardement du Castillo del Morro, à San Juan de Porto-Rico.

La flotte de l'United States Navy de l'amiral William T. Sampson se présenta devant San Juan, dans le but d'intercepter la flotte espagnole de l'amiral Pascual Cervera y Topete qu'elle pensait croiser dans les parages et devant son absence, décida d'attaquer la ville afin de détruire ses fortifications (dont le fort San Felipe del Morro) et de l'amener éventuellement à capituler. Les Espagnols, commandés par le colonel José Sanchez de Castilla, croyant précisément voir arriver la flotte de l'amiral Pascual Cervera laissèrent les bâtiments américains prendre tranquillement leurs positions de tir. Revenus enfin de leur méprise, ils ouvrirent le feu et un intense duel d'artillerie de 3 heures s'ensuivit, lors duquel une débauche d'obus fut tirée de part et d'autre (700 pour les Américains, 441 pour leurs adversaires), pour un résultat dérisoire.
En effet, le bilan matériel de la bataille fut extrêmement décevant pour les assaillants qui ne touchèrent aucun fort sérieusement et ne détruisirent pas un canon et qui se retirèrent sans avoir rempli leur mission. Quant aux Espagnols, s'ils peuvent certes se considérer comme vainqueur de l'engagement, c'est moins pour avoir battu les Américains que pour ne pas avoir été battus par eux : seuls 3 navires (le Iowa, le New York et l'Amphitrite) furent touchés très légèrement.
Le bilan humain fut plus lourd : 7 tués (2 militaires et 5 civils) et 57 blessés (39 militaires et 18 civils) pour les Espagnols, 2 tués et 7 blessés pour les Américains.

## Navires engagés
- États-Unis
  - USS New York (ACR-2), 1 tué, 4 blessés
  - USS Indiana (BB-1)
  - USS Iowa (BB-4), 3 blessés
  - USS Montgomery (C-9)
  - USS Detroit (C-10)
  - USS Amphitrite (BM-2), 1 tué
  - USS Terror (BM-4)
  - USS Wompatuck, remorqueur